# BET Awards 2006
Die BET Awards 2006 waren die sechsten von Black Entertainment Television (BET) vergebenen BET Awards, die an  Künstler in den Bereichen Musik, Schauspiel, Film und anderen Unterhaltungsgebieten vergeben wurden.
Die Verleihung fand am 27. Juni 2006 im Shrine Auditorium, Los Angeles, Kalifornien statt. Die Moderation übernahm Damon Wayans.
Die meisten Preise bekamen mit je zwei Kanye West, Mary J. Blige und Chris Brown. Das Video des Jahres wurde zwei Mal vergeben, einmal für Mary J. Blige mit Be Without You und einmal für Kanye West mit Jamie Foxx mit Gold Digger.
Den Preis für das Lebenswerk erhielt Chaka Khan, den Humanitarian Award erhielten Harry Belafonte.

## Liveauftritte
- Beyoncé & Jay-Z –  Déjà Vu
- Busta Rhymes & Eminem – Touch It
- Chris Brown – Run It!/Gimme That (mit Lil Wayne)/(Yo) Excuse Me Miss
- Jamie Foxx & Fantasia – DJ Play a Love Song
- Mary J. Blige – Be With You/Enough Cryin’
- T.I. – Top Back
- Prince – Ain’t Nobody (mit Stevie Wonder)/Sweet Thing (mit Yolanda Adams)/Tell Me Something Good (mit India Arie)/Through the Fire (mit Chaka Khan)/I Feel for You (mit Khan und Wonder)/I’m Every Woman (mit Adams, Arie, Khan und Wonder)/3121 (mit will.i.am)

## Gewinner und Nominierte
Die Gewinner sind fett markiert und vorangestellt.
| Video of the Year | Viewers’ Choice |
| --- | --- |
| - Mary J. Blige – Be Without You - Kanye West featuring Jamie Foxx – Gold Digger - Beyoncé featuring Slim Thug – Check on It - Busta Rhymes featuring Mary J. Blige, Rah Digga, – Missy Elliott, Lloyd Banks, Papoose & DMX – Touch It (Remix) - Missy Elliott featuring Ciara & Fatman Scoop – Lose Control - R. Kelly – Trapped in the Closet | - Chris Brown – Yo (Excuse Me Miss) - T.I. – What You Know - Mariah Carey – Don't Forget About Us - Keyshia Cole – Love - Busta Rhymes – Touch It - Ne-Yo – So Sick |
| Best Female Hip Hop Artist | Best Male Hip Hop Artist |
| - Missy Elliott - Lil’ Kim - Remy Ma - Shawnna - Trina | - T.I. - 50 Cent - Busta Rhymes - Common - Kanye West |
| Best Female R&B Artist | Best Male R&B Artist |
| - Mary J. Blige - India Arie - Mariah Carey - Keyshia Cole - Beyoncé | - Prince - Jamie Foxx - Chris Brown - Ne-Yo - Anthony Hamilton |
| Best Group | Best New Artist |
| - The Black Eyed Peas - Three 6 Mafia - Destiny’s Child - Mary Mary - Floetry | - Chris Brown - Ne-Yo - Rihanna - Paul Wall - Chamillionaire |
| Best Gospel Artist | Best Collaboration |
| - Kirk Franklin - Mary Mary - Yolanda Adams - CeCe Winans - Smokie Norful | - Kanye West featuring Jamie Foxx – Gold Digger - Busta Rhymes featuring Papoose, Rah Digga, – Missy Elliott, DMX, Mary J. Blige & Lloyd Banks – Touch It (remix) - Bow Wow featuring Ciara – Like You - Jamie Foxx featuring Ludacris – Unpredictable - Beyoncé featuring Slim Thug & Bun B – Check on It |
| Best Actress | Best Actor |
| - Taraji P. Henson - Alfre Woodard - Tichina Arnold - Thandie Newton - Queen Latifah | - Terrence Howard - Denzel Washington - Jamie Foxx - Don Cheadle - Ludacris |
| Best Female Athlete of the Year | Best Male Athlete of the Year |
| - Venus Williams - Serena Williams - Lisa Leslie - Sheryl Swoopes - Chamique Holdsclaw | - LeBron James - Vince Young - Kobe Bryant - Tiger Woods - Shaquille O’Neal |
| Lifetime Achievement Award | Humanitarian Award |
| - Chaka Khan | - Harry Belafonte |
| BET J | |
| - Anthony Hamilton - Eric Benet - Heather Headley - Kindred the Family Soul - Corrine Bailey Rae | |